# Grupo Maeda
Maeda foi um conglomerado industrial brasileiro que atuou no ramo de produção de algodão. Foi também um dos grupos-sócios da Tropical BioEnergia.
Em 2010, a empresa foi vendida pelo Brasil Ecodiesel. Após seu fim, o Grupo Maeda passou a ser chamar Vanguarda Agro.